# Trapelus ruderatus
Espèce
Synonymes
- Agama ruderata Olivier, 1804
- Agama lessonae De Filippi, 1865
- Trapelus lessonae (De Filippi, 1865)
- Agama persica Blanford, 1881
- Agama blanfordi Anderson, 1966
- Agama persicus fieldii Haas & Werner, 1969

Statut de conservation UICN

 LC  : Préoccupation mineure
Trapelus ruderatus est une espèce de sauriens de la famille des Agamidae.

## Répartition
Cette espèce se rencontre en Arabie saoudite, en Jordanie, en Israël, au Liban, en Syrie, en Turquie, en Azerbaïdjan, en Irak, en Iran, au Pakistan et en Afghanistan.

## Liste des sous-espèces
Selon The Reptile Database (23 mars 2012) :
- Trapelus ruderatus fieldii (Haas & Werner, 1969)
- Trapelus ruderatus ruderatus (Olivier, 1804)

## Publications originales
- Haas & Werner, 1969 : Lizards and snakes from Southwestern Asia, collected by Henry Field. Bulletin of the Museum of Comparative Zoology, vol. 138, p. 327-406 (texte intégral).
- Olivier, 1804 : Voyage dans l'Empire Othoman, l'Égypte et la Perse. Henri Agasse, Paris, vol. 4, p. 1-456 (texte intégral).